# 迪爾施塔特 (密蘇里州)
迪爾施塔特（英語：Dielstadt）是位於美國密蘇里州斯科特縣的村。

## 人口
根據2020年美國人口普查的數據，迪爾施塔特的面積為0.19平方千米，皆為陸地。當地共有人口157人，而人口密度為每平方千米826人。